# 提吉克賈
提吉克賈是西非國家毛里塔尼亞中部的城鎮，也是塔甘特省的首府，位於撒哈拉沙漠邊緣，建城於1680年，海拔高度321米，該鎮以棕櫚樹和建築物著名，鎮內有國內機場。2007年人口73,532。

## 友好城市
- 法國 苏瓦松

18°33′N 11°26′W / 18.550°N 11.433°W